# Kebon Baru (Tebet)
Kebon Baru is een plaats in het bestuurlijke gebied Jakarta Selatan in de provincie Jakarta, Indonesië. De plaats telt 35.909 inwoners (volkstelling 2010).